# NGC 7379
NGC 7379 (również PGC 69724 lub UGC 12187) – galaktyka spiralna z poprzeczką (SBa), znajdująca się w gwiazdozbiorze Jaszczurki. Odkrył ją Édouard Jean-Marie Stephan 22 września 1876 roku.